# C/1808 R1 (Pons)
C/1808 R1 Pons este o cometă neperiodică descoperită la 11 septembrie 1808 de astronomul francez Jean-Louis Pons. Deoarece a fost observată doar între 11 și 18 septembrie 1808, nu a putut fi calculată o orbită la momentul respectiv, astfel încât a fost într-un fel o cometă „fantomă”, menționată doar în trecere în unele cataloage cometare. În 2023, doi astronomi amatori, germanul Maik Meyer și americanul Gary W. Kronk, au reușit să găsească șapte poziții dispersate în corespondența schimbată în momentul descoperirii între Pons și alți astronomi, ceea ce a permis calcularea unei orbite suficient de precise pentru a fi publicată.